# Integrální počet
Integrální počet je část matematiky, která se zabývá především integrací, což je inverzní proces k derivaci, a integrály.
Základním pojmem integrálního počtu je integrál. Integrály se využívají pro hledání ploch, objemů a délek křivek.
Mezi další důležité pojmy integrálního počtu patří např. limita.

## Historie
Již Archimédés vytvořil postup nalezení plochy tím, že ji rozdělil na mnoho segmentů. Tento postup pak rozšířil také na hledání objemů některých těles. Někdy také bývá označován jako otec integrálního počtu.
Kepler použil k nalezení objemu těles postup, při kterém je dělil na nekonečný počet infinitezimálně malých prvků. Tuto metodu zobecnil Cavalieri, jehož závěry dále upravil John Wallis. V tomto období byl integrální počet používán především k určování délek, ploch a objemů.
Od objevu derivace je integrace považována za k ní inverzní postup. Z tohoto období pochází také Newtonova definice integrálu.
Cauchy definoval základy integrálního počtu použitím limity jako limitu určitého typu součtu. Tato definice byla později rozvinuta Riemannem do Riemannova integrálu.
Ve 20. století byla definice integrálu dále rozšířena především díky rozvoji teorie množin a zahrnutím obecného pojmu míry (a také rozvojem teorie míry). Na základě Lebesgueovy míry vytvořil Lebesgue tzv. Lebesgueův integrál. Podobný postup použili i další matematici.